# Skobalj (Lajkovac)
Skobalj (Servisch cyrillisch: Скобаљ) is een plaats in de Servische gemeente Lajkovac. De plaats telt 241 inwoners (2002).